# Vernayaz
Vernayaz är en ort och kommun i distriktet Saint-Maurice i kantonen Valais, Schweiz. Kommunen har 1 864 invånare (2023).